# 馬瑋謙
馬瑋謙（Ma Wai Him (Dida Boy)，1991年7月28日—）是香港的嗩吶演奏家，現任香港中樂團嗩吶首席、管演奏家。2017年榮獲香港藝術發展局所頒發之「2016 香港藝術發展獎 — 藝術新秀獎（音樂）」。
現為國家藝術基金資助演奏家，並獲香港演藝學院音樂系邀請擔任到訪藝術家。
師隨郭雅志、羅行良、劉海、夏博研及盧偉良主修嗩吶及管，並曾赴內地隨劉英深造嗩吶，及隨胡志厚深造管子。
近年的主要演出包括於香港中樂團的「物換星移 — 仍在耳邊的喉管聲音」、「In The Mood — 嗩吶、管合奏與重奏音樂會」、「中樂時光機 I」及「中樂時光機 II」等音樂會中擔任節目統籌、獨奏、主持，佳評如潮。